# Echinosaura keyi
Espèce
Synonymes
- Teuchocercus keyi Fritts & Smith, 1969

Echinosaura keyi est une espèce de sauriens de la famille des Gymnophthalmidae.

## Répartition
Cette espèce est endémique de la province d'Esmeraldas en Équateur.

## Description
C'est un saurien diurne et ovipare. Il est assez petit avec des pattes petites voire atrophiées.

## Systématique et taxinomie
Le genre monotypique Teuchocercus a été placé en synonymie avec Echinosaura par Torres-Carvajal, Lobos, Venegas, Chávez, Aguirre-Peñafiel, Zurita et Echevarría en 2016.

## Étymologie
Cette espèce est nommée en l'honneur de George Key (1942–1999).

## Publication originale
- Fritts & Smith, 1969 : A new teiid lizard genus from Western Ecuador. Transactions of the Kansas Academy of Science, vol. 72, p. 54-59.